# В'юнище (колонія)
В'юнище (рос. Вьюнище, Юнище, пол. Wiuniszcze) — колишня колонія у Боголюбівській сільській раді Новоград-Волинської міської ради Житомирської області Української РСР.

## Населення
Наприкінці 19 століття у поселенні налічувалося 228 жителів, дворів — 34, у 1906 році — 201 мешканець, дворів — 36, у 1923 році — 157 жителів, дворів — 31.

## Історія
Колишнє лютеранське поселення, лежало північно-західніше Новограда-Волинського. Належало до лютеранської парафії у Новограді-Волинському.
Наприкінці 19 століття — колонія Романовецької волості Новоград-Волинського повіту, за 14 верст від повітового міста.
У 1906 році — колонія Піщівської волості (2-го стану) Новоград-Волинського повіту Волинської губернії. Відстань до повітового центру, м. Новоград-Волинський, становила 19 верст, від волосного центру, с. Піщів — 17 верст. Найближче поштово-телеграфне відділення розміщувалося у Дідовичах.
У 1923 році включена до складу новоствореної Боголюбівської сільської ради, яка 7 березня 1923 року увійшла до складу новоутвореного Пищівського (згодом — Ярунський) району Житомирської округи. Розміщувалася за 26 верст від районного центру с. Пищів та за 1,5 версти — від центру сільської ради, кол. Боголюбівка. 28 вересня 1925 року, в складі сільської ради, передана до Новоград-Волинського району Волинської округи, 1 червня 1935 року — до складу приміської смуги Новоград-Волинської міської ради Київської області.
Знята з обліку населених пунктів до 1 жовтня 1941 року.